# Caritas
Caritas Internationalis es una organización no gubernamental perteneciente a la Iglesia católica y gestionada desde el Dicasterio para el Desarrollo Humano Integral, la organización agrupa 165 organizaciones nacionales de asistencia, desarrollo y servicio social.Jurídicamente, en relación con el derecho canónico, se considera una asociación pública de fieles. Se dedica al combate contra la pobreza, la exclusión, la intolerancia y la discriminación. Habilita a personas con menos recursos a participar en los asuntos que afectan directamente sus vidas e intercede por ellos en foros tanto nacionales como internacionales. Además, brinda ayuda a personas en riesgo de exclusión social, dándoles hogar por algunos días, alimentos y servicios básicos de salud.

## Historia de Cáritas

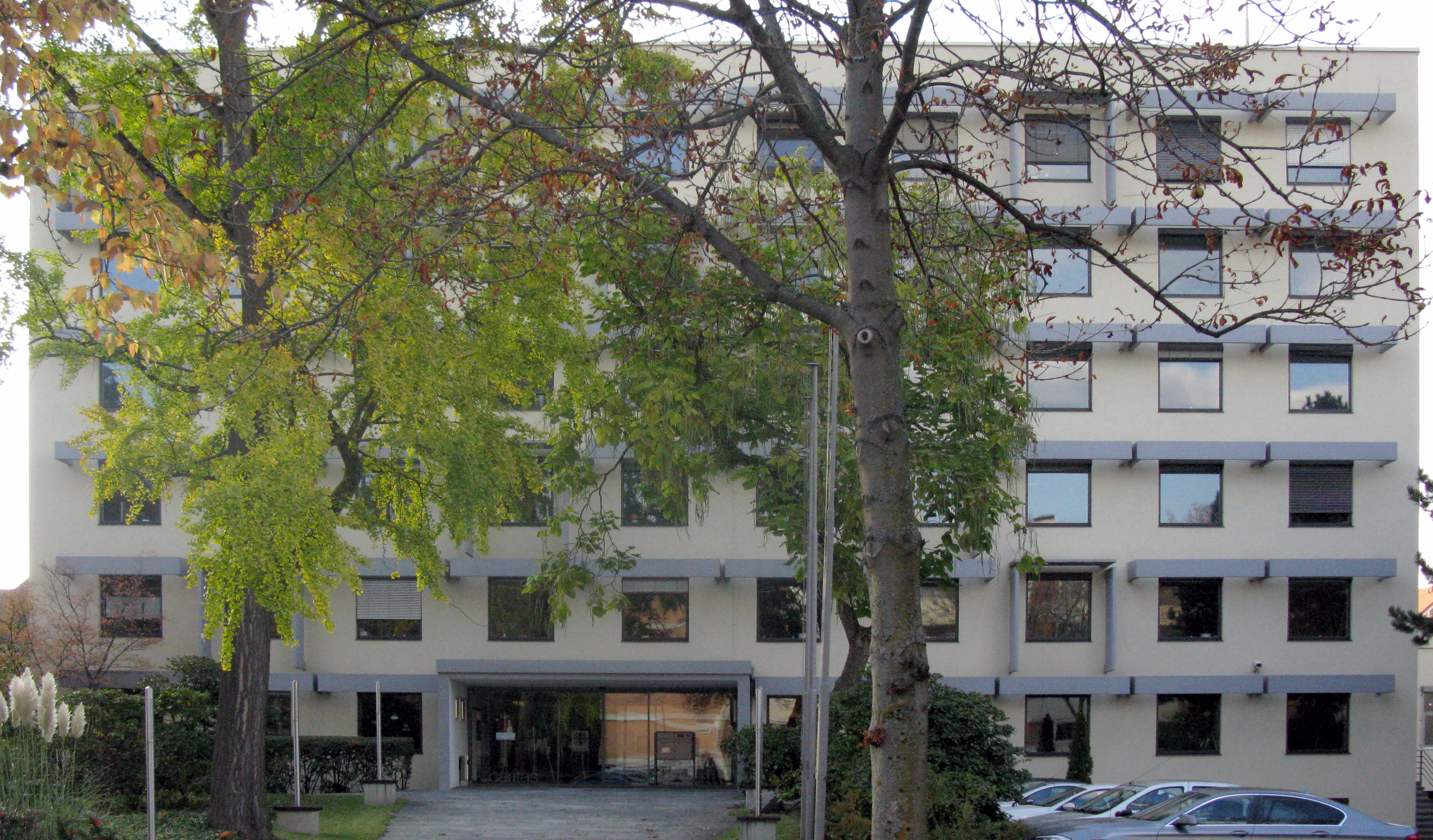
Edificio de la sede central de Cáritas Alemania en Friburgo.

La organización Cáritas nació en la ciudad alemana de Colonia, el 9 de noviembre de 1897. Fue creada por el prelado Lorenz Werthmann (1858–1921) bajo el nombre original en alemán "Charitasverband für das katholische Deutschland" ("Asociación Cáritas para la Alemania católica"). En 1919  fue reconocida por la conferencia episcopal como la unión de las asociaciones diocesanas dedicadas a actividades de caridad. Durante la época del nacionalsocialismo la asociación Cáritas perdió fuerza política y legal, a pesar de haber sido legalmente reconocida desde 1933. La sede de Cáritas en Alemania se encuentra desde sus inicios en Friburgo de Brisgovia.
Después de la Segunda Guerra Mundial Cáritas Alemania incrementó sus actividades en la distribución de ayuda y en la década de los sesenta llegaron voluntarios extranjeros para ayudar a los damnificados tanto de catástrofes naturales como de la posguerra. En 1951 se constituye como "Conferencia Internacional". En 1954 adopta el nombre Caritas Internationalis con su sede en Roma. Después de la reunificación de las dos Alemanias, Cáritas logró el reconocimiento en la antigua República Democrática Alemana y la organización fue legalmente establecida, reiniciando su trabajo en 1990. En 1993 se acordó tener un consejo central de Cáritas en Alemania y en 2005 se reformó este consejo, siendo su director monseñor Peter Neher (Algovia, Baviera). Siguiendo este modelo se crearon organizaciones nacionales de Cáritas en otros países del mundo.

## Cáritas en el mundo

### Cáritas en América
Cáritas desarrolla su labor en los siguientes países de América: Antillas, Argentina, Bolivia, Brasil, Canadá, Chile, Colombia, Costa Rica, Cuba, República Dominicana, Ecuador, El Salvador, Estados Unidos, Guatemala, Haití, Honduras, México, Nicaragua, Panamá, Paraguay, Perú, Puerto Rico, Uruguay y Venezuela (25 países). 
En Argentina, Cáritas fue reconocida en 1998 por la Fundación Konex con el máximo galardón que entrega la institución, el Konex de Brillante, a la institución más importante del país en la última década. Mientras que en Perú fue condecorada con la Medalla de Honor del Congreso en 2005.

### Cáritas en Asia
Cáritas desarrolla su labor en los siguientes países y regiones de Asia: Afganistán, Bangladés, Camboya, China,Timor Oriental, Hong Kong, India, Indonesia, Japón, Kazajistán, Macao, Malasia, Mongolia, Myanmar, Nepal, Pakistán, Filipinas, Singapur, Sri Lanka, Taiwán, Tayikistán, Tailandia, Turquía , Uzbekistán, Corea del Sur y Corea del Norte (26 países o regiones).

### Cáritas en Europa

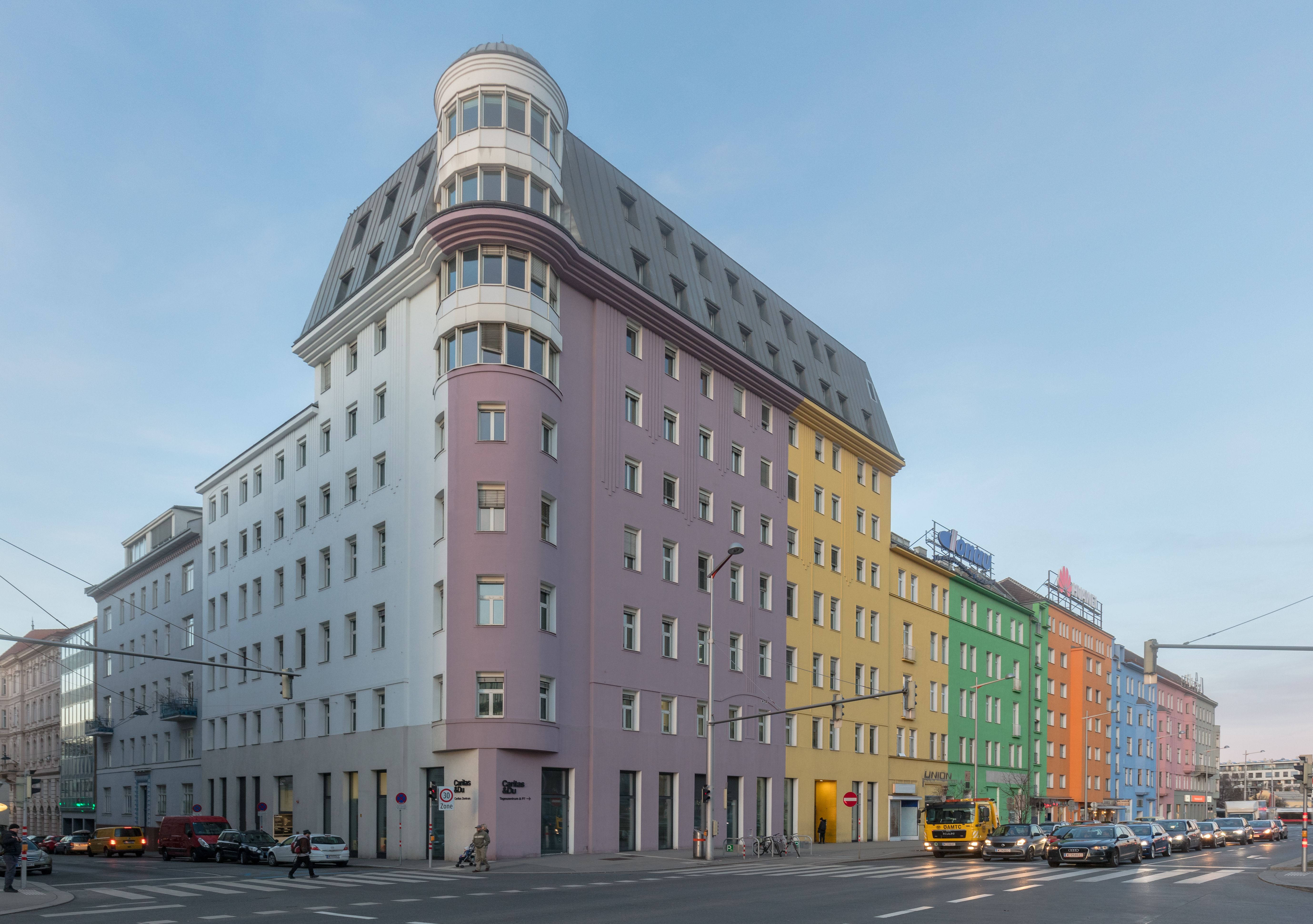
Centro de Cáritas en Viena, Austria.

Cáritas desarrolla su labor en los siguientes países de Europa: Albania, Alemania, Andorra, Austria, Bielorrusia, Bélgica, Bosnia-Herzegovina, Bulgaria, Croacia, República Checa, Dinamarca, Reino Unido, España, Estonia, Finlandia, Francia, Georgia, Grecia, Hungría, Islandia, Irlanda, Italia, Lituania, Luxemburgo, Macedonia, Malta, Moldavia, Mónaco, Noruega, Polonia, Portugal, Rumanía, Rusia, Serbia, Eslovaquia, Eslovenia, Suecia, Suiza, y Ucrania (40 países). Cáritas Española recibió el Premio Príncipe de Asturias de la Concordia en el año 1999.

### Cáritas en Oceanía
Cáritas desarrolla su labor en seis regiones en Oceanía, incluyendo los siguientes países: Australia, Nueva Zelanda, Papúa Nueva Guinea y Micronesia.

### Cáritas en África
Cáritas desarrolla su labor en los siguientes países de África: Angola, Benín, Botsuana, Burkina Faso, Burundi, Camerún, Cabo Verde, Chad, Comoras, Congo, Costa De Marfil, Eritrea, Etiopía, Gabón, Gambia, Ghana, Guinea, Guinea-Bissau, Guinea Ecuatorial, Kenia, Lesoto, Liberia, Madagascar, Malaui, Malí, Mauricio, Mozambique, Namibia, Níger, Nigeria, República Centroafricana, República Democrática del Congo, Ruanda, Santo Tomé y Príncipe, Senegal, Seychelles, Sierra Leona, Sudáfrica, Sudán del Sur, Sudán, Suazilandia, Tanzania, Togo, Uganda, Zambia y Zimbabue. Es el continente donde más presente se hace Cáritas, ya que son 48 países los que colaboran.

## Estructura
Los órganos de Cáritas son:
- Asamblea General: formada por un representante de cada organización nacional de Cáritas
- Comité Ejecutivo: compuesto por un presidente y un tesorero, electos en la Asamblea General.
- Buró: compuesto por el presidente, vicepresidente y tesorero.

## Financiación de sus tareas
Cáritas como unidad local es autónoma e independiente; sin embargo, existe el principio de apoyo entre toda la comunidad global. Una de las formas en que ayuda a la comunidad es recaudando ropa usada para dársela a los que más necesitan; incluso se recaudan alimentos no perecederos.
La financiación de Cáritas proviene de donaciones tanto de dinero como en especie. 
En octubre de 2012 Amancio Ortega donó 20 millones de euros a Cáritas Española, siendo la mayor aportación privada que ha recibido en toda su historia.

## Voluntarios
Los voluntarios que trabajan con Cáritas pueden realizar su labor de manera simple acudiendo a los centros locales de Cáritas o acudiendo a la parroquia más cercana, donde es posible registrarse y realizar una labor y donar dinero para los necesitados.
Dependiendo de las actividades y el país donde van a trabajar, los voluntarios reciben la capacitación adecuada al trabajo por desarrollar.
En Alemania es común que Cáritas coopere con otros grupos altruistas como Diakonie de la Iglesia evangélica luterana como parte de la labor ecuménica.